# Kurt Heegner
Kurt Heegner (16 de diciembre de 1893 - 2 de febrero de 1965) fue un estudioso alemán especializado en ingeniería de radio y aficionado a las matemáticas. Es conocido por sus descubrimientos matemáticos en teoría de números, y en particular, por el Teorema de Stark-Heegner. 

## Semblanza
Heegner nació y murió en Berlín. Era hijo de Otto, quien murió en 1910, un funcionario público al servicio del Reich alemán, perteneciente al "Consejo de Auditoría" y de Clara Fechner. El matrimonio tuvo tres hijos y una hija.
Se graduó en el Gymnasium Askanischen de Berlín en 1913 y estudió matemáticas y física también en Berlín con Hermann Amandus Schwarz, Konrad Knopp, Max Planck, Arthur Wehnelt y Heinrich Rubens hasta 1917. Durante la Primera Guerra Mundial permaneció en el ejército desde 1917, destinado a la investigación sobre sistemas de radio probablemente en Berlín. Allí se interesó por la electrónica.
En 1920 recibió su doctorado en Jena dirigido por Walter Rogowski, su antiguo superior en investigación militar en la Primera Guerra Mundial, con una tesis sobre transmisores de tubo de enlace de corriente continua, en la que también se analizaban las curvas elípticas. En las décadas de 1920 y 1930 publicó varios artículos sobre generación de oscilaciones con circuitos de tubos de electrones y piezoelectricidad, entre otros con el japonés Watanabe. También solicitó patentes, que inicialmente se otorgaron a la compañía Loewe. A finales de la década de 1930, Telefunken (que también quería usar su diseño en el contexto de los suministros al ejército) Desde el final de la guerra recibió considerables derechos de sus patentes. De 1932 a 1946 vivió como un estudioso particular en Berlín, donde publicó en 1939 un trabajo sobre "Funciones automorfas transformables y formas cuadráticas" y sus otros trabajos en matemáticas publicados en el Mathematische Zeitschrift. Werner Weber y Erhard Schmidt formaron parte del tribunal de su examen doctoral.
Sus primeras publicaciones matemáticas se habían producido en 1929/30 y en 1932 después de varias revisiones, dado que Erich Hecke encontró la presentación incomprensible y desactualizada, y Hasse le pidió al matemático Erich Bessel-Hagen de Bonn que ayudara a Heegner con la revisión del lenguaje del álgebra moderna mientras estaba en Berlín.
Desde la década de 1930 hasta 1956, publicó varias obras, incluidas algunas acerca de funciones elípticas y funciones automorfas, integrales abelianas y formas cuadráticas complejas, publicadas en los Mathematische Annalen y en el Mathematical Journal.
Al parecer, alrededor de 1946 entró en contacto con Erhard Schmidt, quien después de la guerra reconstruyó la enseñanza de las matemáticas en la Universidad de Berlín y vivía cerca de Heegner. Casualmente mencionó su trabajo sobre el problema de Gauss, y Schmidt y Helmut Hasse (que había estado en contacto con Heegner en la década de 1930 con motivo de la publicación de varios artículos en la Revista de Crelle) le consiguió un puesto en el Zentralblatt für Mathematik del Instituto de Investigación de Matemáticas de la Academia de Ciencias, donde trabajó de 1947 a 1950. Posteriormente, vivió recluido en Berlín-Steglitz. Parece que nunca intentó conseguir un trabajo permanente en una universidad y su habilitación aparentemente solo sirvió para que fuera reconocido como matemático.
Murió empobrecido en su apartamento de Berlín-Steglitz, donde había vivido desde 1932 (Elisenstrasse 7). Fue encontrado el 2 de febrero, pero probablemente murió varios días antes, alrededor del 31 de enero. En los últimos tiempos había sido apoyado por su hermana Lotte Hensel, quien estaba casada con el profesor de matemáticas Ernst Hensel (no relacionado con Kurt Hensel). Heegner era soltero y vivió durante mucho tiempo con su madre (que fallecería en 1942), quien también fue un apoyo financiero con su pensión de viudedad. Se sabe que tenía un carácter irritable y se dedicó intensamente a los estudios religiosos. Por ejemplo, el manuscrito de su trabajo sobre el problema del número de clase gaussiano se sobrescribe con el recitativo de la Cantata nº 51 de Johann Sebastian Bach. Los vecinos más tarde lo conocieron como "Jesús von Steglitz". Tenía una larga barba blanca y un peinado de cola de caballo. Durante la Segunda Guerra Mundial, mostró coraje cuando se quedó en su apartamento durante los bombardeos, retirando las cargas incendiarias. También estuvo junto a su hermano mayor Fritz, que tenía una esposa judía.

## Teorema de Stark-Geegner
En 1952, publicó lo que afirmó era la solución de un problema clásico propuesto por el gran matemático Carl Friedrich Gauss, el problema de clase número 1, una antigua cuestión significativa en la teoría de números. El trabajo de Heegner no fue aceptado durante años, debido principalmente a citar una parte del trabajo de Heinrich Martin Weber que se sabía que era incorrecto, aunque nunca utilizó este resultado en su demostración. 
La prueba de Heegner finalmente fue aceptada como esencialmente correcta después de un anuncio realizado en 1967 por Bryan Birch, y definitivamente resuelta por un documento de Harold Stark que se retrasó en la publicación hasta 1969 (Stark había llegado independientemente a una prueba similar, pero no estaba de acuerdo con la idea común de que su prueba era "más o menos la misma" que la de Heegner). Stark atribuyó los errores de Heegner al hecho de que estaba usando un libro de texto de Weber que contenía algunos resultados con pruebas incompletas. 
El libro The Legacy of Leonhard Euler: A Tricentennial Tribute (obra de Lokenath Debnath), afirma en su página 64 que Heegner era un "matemático suizo retirado", pero parece que ni era suizo ni estaba retirado en el momento de su artículo de 1952.